# 聖金口イオアン聖体礼儀第4番 (グレチャニノフ)

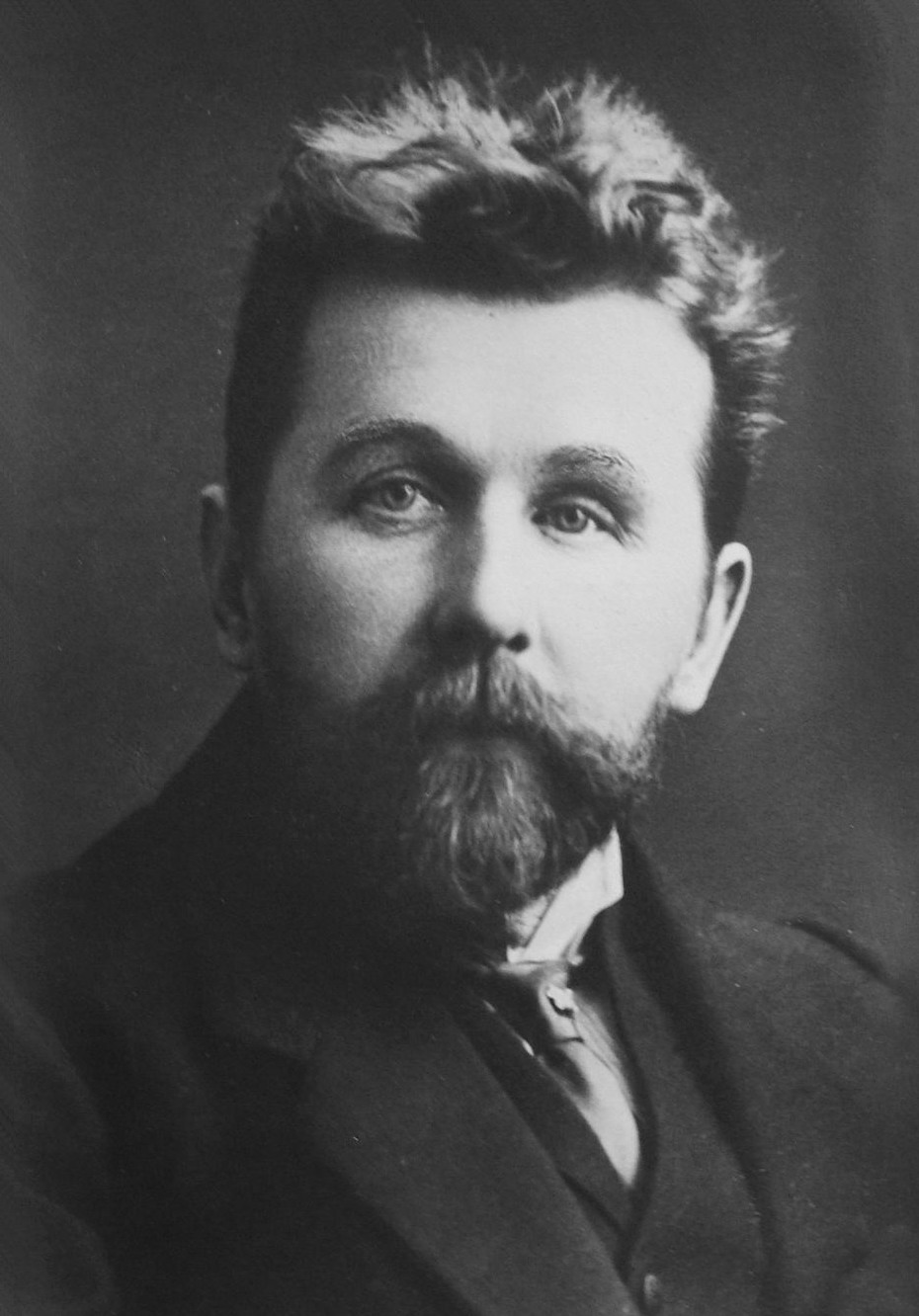
グレチャニノフ（1905 - 1910年頃撮影）

『聖金口イオアン聖体礼儀 第4番』（せいきんこういおあんせいたいれいぎ、ロシア語: Литургия Святаго Иоанна Златоуста № 4、作品番号不明）はロシアの作曲家、アレクサンドル・グレチャニノフ（Александр Гречанинов）が1943年に亡命先のニューヨークで作曲した正教会の奉神礼音楽。金口イオアンの定めた聖金口イオアン聖体礼儀に曲づけを行った、無伴奏の混声合唱による聖歌である。
歌唱は教会スラヴ語による。
アレクサンドル・グレチャニノフは生涯に聖金口イオアン聖体礼儀の曲付けを4曲作曲しているが、本作品はグレチャニノフの作曲した正教会聖歌の中でも最後に作曲された。

## 特徴
グレチャニノフ作曲の聖金口イオアン聖体礼儀4曲は、作曲された時期が約半世紀にわたっており（最初の第1番が完成したのが1897年）、それぞれに性格が異なっている。第1番はチャイコフスキーによる聖金口イオアン聖体礼儀への類似が認められる。第2番はソロと合唱の組み合わせに特徴がある。第3番は、正教会の奉神礼では無伴奏声楽が原則であるにもかかわらず、弦楽・ハープ・オルガンといった楽器を伴っている（第3番のような器楽を伴う聖歌作品例は正教会では殆ど無く、奉神礼で実際に使われる機会は無い）。
これらの作曲とは全く異なり、第4番は正教会の奉神礼で実用的に、実際に使われる事を目指して作曲された。それまでの3曲は、ほとんどがアマチュアで構成される小さな教会での使用には不向きな、技巧を要求するものだったが、第4番は極めて単純な旋律・和声で作曲されている。「ロシアのスタイルにより適しつつ、シンプルな教会聖歌」を作ること、「歌唱が容易で、楽譜を読むのに習熟していないアマチュアで構成されているものも含めた、あらゆるアンサンブルで使えるものを作曲すること」をグレチャニノフは目指した。
他方、これらの目的を達成するに当たりグレチャニノフは伝統的和声を用いる一方で、カスタルスキー、チェスノコフ、ラフマニノフら作曲家達が、ドイツ・イタリア音楽の影響から作曲様式をロシア化する事に積極的に取り組んだ意識を継承し、「トニック - サブドミナント - ドミナント - トニック」といったドイツ式カデンツの定式を用いればその作曲の結果は「ロシアの精神にとり特に異質なものとなる」とし、持続低音の使用に解決策を見出した。また、グレチャニノフの背景には豊かで古いロシア伝統の旋律があり、その影響は本作品にもみてとれる。

## 構成
以下の聖歌（数え方・区切り方は演奏者によって異なる場合がある）により構成される。実際の聖体礼儀に用いられる聖歌全てに作曲が行われている訳では無く、作曲されていない部分については伝統的旋律、もしくは他の作曲家が作曲したものを用いて適宜補われる。
四声の混声合唱により無伴奏で歌われる。録音によっては司祭・輔祭が参加し、一般信徒は唱える事が出来ない、司祭、輔祭が唱えるべき部分を朗誦・歌唱しているものもある。伴奏楽器を用いないのは、奉神礼の聖歌においては人声以外の楽器を使用しないという正教会の伝統による。
正教会聖歌は西方教会の教会音楽と同様に、歌詞の始まりを以てその歌・部分の呼称とする事が多い。しかし、語順の異なる原語である、教会スラヴ語祈祷文冒頭と日本語祈祷文冒頭とは一致しない事が多く、以下に挙げた日本語のタイトルと教会スラヴ語のタイトルも、それぞれがそのまま逐語的に対応する訳とはなっていない。
1. 大聯禱：Великая Ектения
2. 第一アンティフォン（第102聖詠）：антифоны
3. 小聯禱：Малая ектения
4. 「神の獨生の子（かみのどくせいのこ）」：Единородный Сыне
5. 小聯禱：Малая ектения
6. 真福九端：Во царствии Твоем
7. 「主に祈らん」（輔祭）、「主憐れめよ」（詠隊）[3]
8. 小聖入「来たれ、ハリストスの前に伏し拝まん」：Приидите, поклонимся
9. 「主や敬虔なる者を救い」と「聖三祝文」：Господи, спаси благочествыя и Святый Боже
10. 重聯禱：Сугубая Ектения
11. ヘルヴィムの歌：Иже херувимы
12. 増聯禱：Просительная Ектения
13. 信經：Верую
14. 「平和の憐み」（アナフォラ）：Милость мира
15. 「主や爾を崇め歌い」（エピクレーシス）：Тебе поем
16. 「常に福にして（つねにさいわいにして）」：Достойно есть
17. 天主經：Отче наш
18. 「聖なるは唯一人」：Един Свят
19. 「天より主を讃め揚げよ」：Хвалите Господа с небес
20. 「主の名によって来たる者は崇め讃めらる」：Благославен Грядый
21. 「ハリストスの聖体を受け、不死の泉を飲めよ。」：Тело Христово
22. 「既に真の光を見」と「主や爾の光榮を歌はんに」：Видехом свет истинный и Да исполнятся уста наша
23. 「願わくは主の名は崇め讃められ」：Буди имя Господне
24. 万寿詞「幾年にも守りたまえ」：Многолетствование